# Václav Koranda (básník)
Václav Koranda (24. září 1871 Suchdol – 4. března 1920 Horky nad Jizerou) byl český římskokatolický duchovní, básník a publicista.

## Život
Byl mimořádně nadaným básníkem, literárně činným už v době teologických studií. Vysvěcen na kněze pro litoměřickou diecézi byl v roce 1895. Stal se farářem v Horkách nad Jizerou. Kromě vzácně kněžských vlastností byl mimořádně hlubokým, všestranně vzdělaným a upřímně zbožným člověkem s výrazným vztahem k Panně Marii. Z nejvýznamnějších děl, která složil, se do povědomí české společnosti zapsala píseň Máti Páně přesvatá. Tato píseň, doplněná o melodii, se stala lidovou náboženskou písní v Čechách i na Moravě. Kancionál (společný zpěvník českých a moravských diecézí) ji v 21. století uvádí pod číslem 806, i když některé sloky jeho původního díla byly vynechány a čeština byla přizpůsobena aktuálnímu jazyku. Jeho myšlenky však byly natolik nadčasové, že ani toto zkrácení celkovému dílu neuškodilo. Koranda se během krátkého života stačil zapsat mezi oblíbené a dodnes frekventované autory duchovních písní. Pohřben je na hřbitově v Horkách nad Jizerou.